# Amparo Ochoa

Amparo Ochoa.

María Amparo Ochoa Castaños (Culiacán, 29 de Setembro de 1946 — 8 de Fevereiro de 1994) foi uma cantora mexicana.

## Biografia
Com o nome artístico de Amparo Ochoa, fez parte de uma geração de cantores e cantoras de intervenção com origem na década de sessenta, emergiu desde o início como grande figura da conhecida na altura como Nova Canção. Vocacionada para a música desde muito pequenina, começou cantando nos actos escolares. Em 1965 ganhou um concurso de canto na sua cidade natal, com a canção "Hermosísimo Lucero". Assumiu logo que a sua voz era antes de mais uma arma de luta, uma luz de alerta, uma esperança de justiça para aqueles em que paralisados pela impotência. A trajectória artística de 25 anos de Amparo Ocha foi assim marcada pela fé inquebrável nos destinos da sua pátria espelhada nas classes populares mexicanas, bem como no valor da identidade da "Pátria Grande" latino-americana.

## De mestra-escola a "Voz do México"
Com morada em Hermosillo, dedicou-se profissionalmente à docência, como mestra-escola rural em La Palma, Villa Ángel Flores e Tierra Blanca, no seu estado natal. No entanto, a irmã convenceu-a de que devia dedicar-se ao canto, e não desperdiçar tão prodigiosa voz como de facto tinha. Afinal, resolveu mudar-se para a cidade de México em 1969, ganhando nesse mesmo ano o primeiro prémio no Concurso de Amadores da XEW. Dali a pouco, inscreveu-se na Escola Nacional de Música da UNAM.
Foi assim que ficou de vez ligada ao mundo artístico e solidário, tornando o canto dela num canto pela vida, pelas causas sociais, pelos operários, os estudantes e pela luta contra as desigualdades e injustiças sociais. Amparo cantava, na universidade, na Casa del Lago, nos bares e nos cafés, até gravar em 1971 o seu primeiro LP, "De la mano del viento", com RCA.

## Arte e Compromisso
Em 1974 gravou um disco de solidariedade com o povo chileno, após o golpe de estado que derrocou, por iniciativa da CIA, o presidente Salvador Allende. Anos depois, viajaria ao Chile por ocasião do fim formal da ditadura militar, quando Patricio Aylwin tomava posse da presidência da república chilena.
Como folclorista, cantou e divulgou canções da tradição revolucionária e popular mexicana. Especialmente lembrada é a sua interpretação de "La Maldição de Malinche", obra de Gabino Palomares, que ambos interpretaram de maneira memorável em 1983 na capital nicaraguense no concerto solidário com a Revolução Sandinista que ficou conhecido pelo nome de "Abril en Manágua".
Amparo Ochoa percorreu o continente e ainda o mundo com a sua mensagem e compromisso cativador, convertendo-se na "Voz do México", com destaque para a reivindicação dos direitos das mulheres.
Teve um filho, Isaac, e uma filha, María Inés. A menina, de 11 anos na altura da morte da mãe, viria a se converter também em reconhecida cantora.

## Obra discográfica (incompleta)
- De la mano del viento, 1971
- Cancionero popular mexicano (vol. 1) 1980
- Amparo Ochoa canta con los niños, 1983
- Abril en Managua, 1983
- Mujer, 1985
- Cancionero popular mexicano (vol. 2), 1986
- Zazhil y Amparo Ochoa en Holanda, 1986
- Vamos Juntos, 1986
- Canto trova y algo más
- Yo pienso que a mi pueblo
- Amparo Ochoa canta boleros
- Boleros
- Trova Yucateca
- Corridos y canciones de la revolución mexicana
- Por siempre
- Amparo Ochoa, Óscar Chávez, Los Morales en Holanda
- Tengo que hablarle, 1987
- Y la canción se hizo...
- A lo mestizo, 1992
- Hecho en México, 1993
- Raiz Viva, 1995